# Perscheloribates cavernicolus
Perscheloribates cavernicolus är en kvalsterart som först beskrevs av Corpuz-Raros 1980.  Perscheloribates cavernicolus ingår i släktet Perscheloribates och familjen Scheloribatidae. Inga underarter finns listade i Catalogue of Life.